# Pałac Czarkowskich w Krakowie
Pałac Czarkowskich – zabytkowy budynek znajdujący się w Krakowie, w dzielnicy I Stare Miasto przy ul. Straszewskiego 20, na Nowym Świecie.
Został zaprojektowany przez Maksymiliana Nitscha w roku 1876.
Pałacyk Czarkowskich wzniesiony został w stylu neorenesansowym, o wystroju przypominającym włoską willę. Znajdujemy tu liczne kolumienki, wnęki na rzeźby, ozdobne gzymsy, bogate obramienia okien, balkoniki, okienka i inne starannie wykonane detale architektoniczne. Dobrze oświetlone światłem dziennym wnętrza wykazują dużą dbałość o szczegóły, są funkcjonalne i estetyczne. Projektowano je z myślą o wygodzie mieszkańców. Całość charakteryzuje się wysokim poziomem artystycznym. Powstanie tej rezydencji stanowiło realizację szerszej koncepcji urbanistycznej, której rodowód sięga lat trzydziestych XIX wieku. Polegała ona na wytyczeniu obwodnicy wokół nowo założonych Plant i wybudowaniu po zewnętrznej stronie tej obwodnicy szeregu willi i pałacyków. Było to odbicie francuskich i angielskich zasad wznoszenia miast sprzyjających pogłębieniu związków człowieka z przyrodą. W Krakowie środowisko przyrodnicze reprezentować miały Plantacje Miejskie. W związku z tym założeniem, pałac Czarkowskich został ściśle powiązany kompozycyjnie z jednym z „ogrodów” plantowych. Gruntownego odnowienia obiektu dokonano w l. 1970–1977.
Dawniej znajdował się w nim Urząd Stanu Cywilnego, dlatego nazywany był Pałacem Ślubów.